# 殺生石

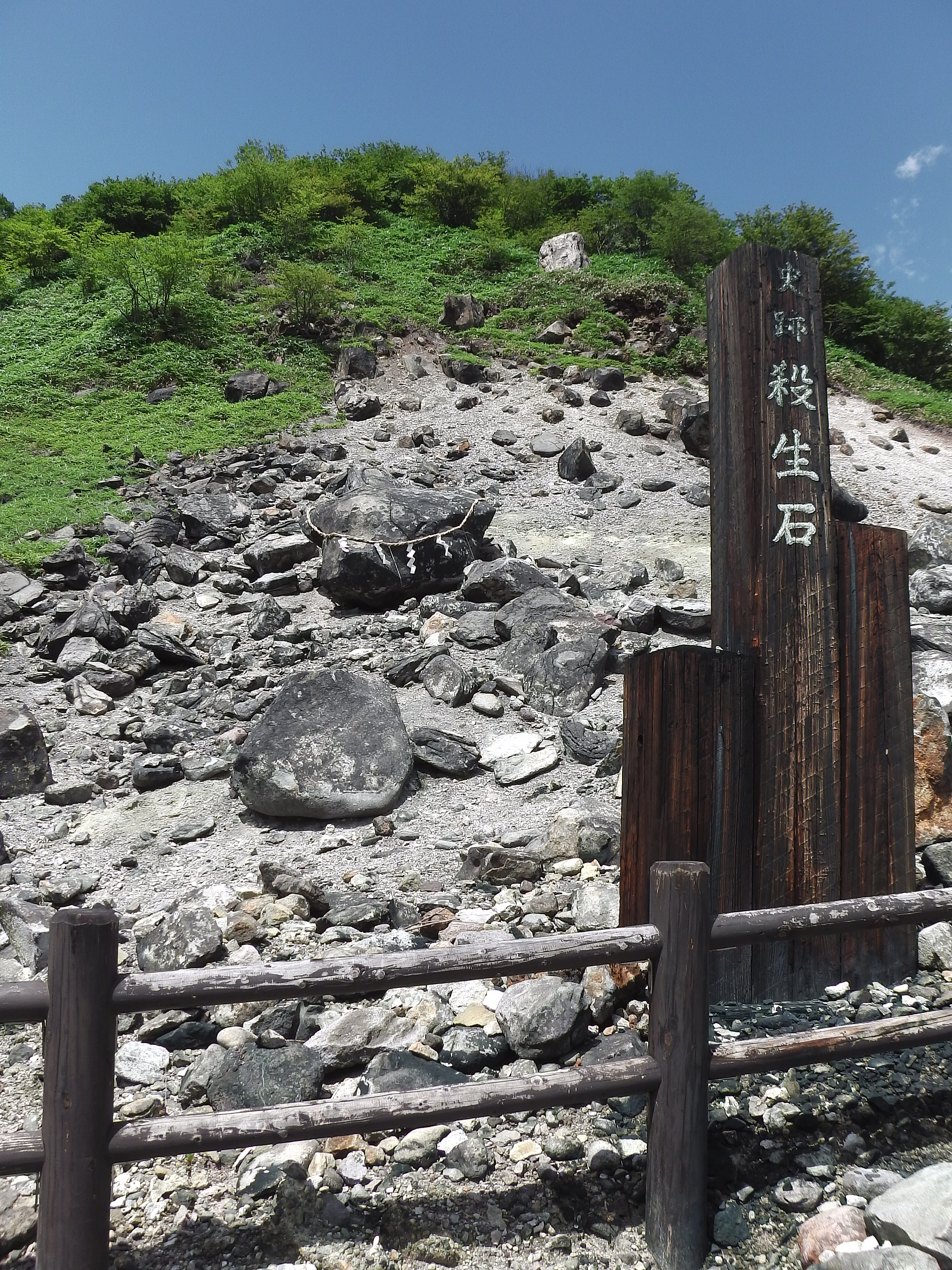
殺生石

殺生石是一種有毒性的火山岩，存在於日本栃木縣那須郡那須町那須湯本温泉的火山口附近。

## 殺生石傳說
日本民間傳說流傳有個白面金毛九尾狐，多次幻化成美女來誘惑亞洲各地君王、敗壞朝政、為禍百姓，中國商朝妲己、周朝褒姒以及印度摩揭陀國班足太子妃子華陽夫人都是牠的化身之一，後來狐妖隨遣唐使東渡到日本，再度化身為國色天香的十八歲美女「玉藻前」，進宮侍奉鳥羽天皇企圖使日本動盪，天皇被妖狐法術所惑，一病不起，於是便召入有名的陰陽師安倍泰親（安倍晴明的後代）前來查看病情，安倍泰親回去翻閱中國、印度的古文獻，發現妖狐的真面目，並祭祀作法逼妖狐露出原形、落荒而逃，天皇的病隨後不藥而癒。不久，天皇命令上總介廣常、三浦義純兩位將軍率領八萬大軍前往征討妖狐，一路追到了下野國那須高原上，終於成功殺死妖狐，妖狐身雖死但怨氣不散，寄身火山口附近的石頭（即「殺生石」），且放出毒氣，繼續毒害附近的人畜、甚至連飛過的昆蟲、鳥類都不能倖免。兩百多年後，得道高僧源翁心昭經過此處，用法杖擊石，化解其中的怨氣，殺生石碎成數塊，從此就不再害人。
由於日本歷史上許多民間故事、文學創作都和殺生石有關，連俳聖松尾芭蕉都曾遊歷此處並留下創作，因此殺生石被栃木縣政府在1957年指定為古蹟。
2022年3月5日，已確認殺生石完全裂成兩半。

## 殺生石的真相
由於殺生石地處火山口，火山噴出的硫化氫、二氧化硫氣體及含砷物質有劇毒，生物一接觸便有可能生病或死亡，於是便造成了當地草木不生的特殊景象。

## 圖庫

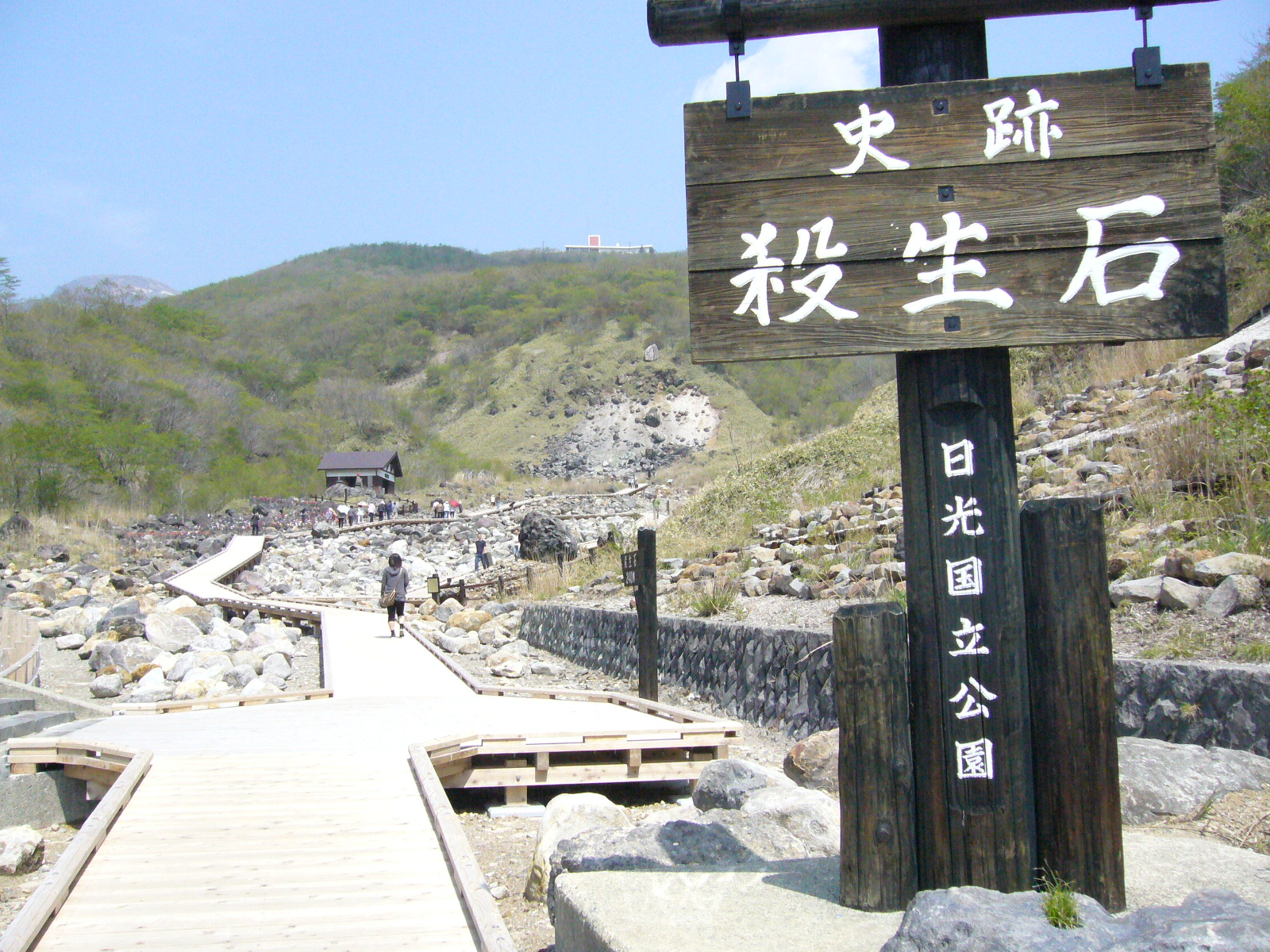
遠景
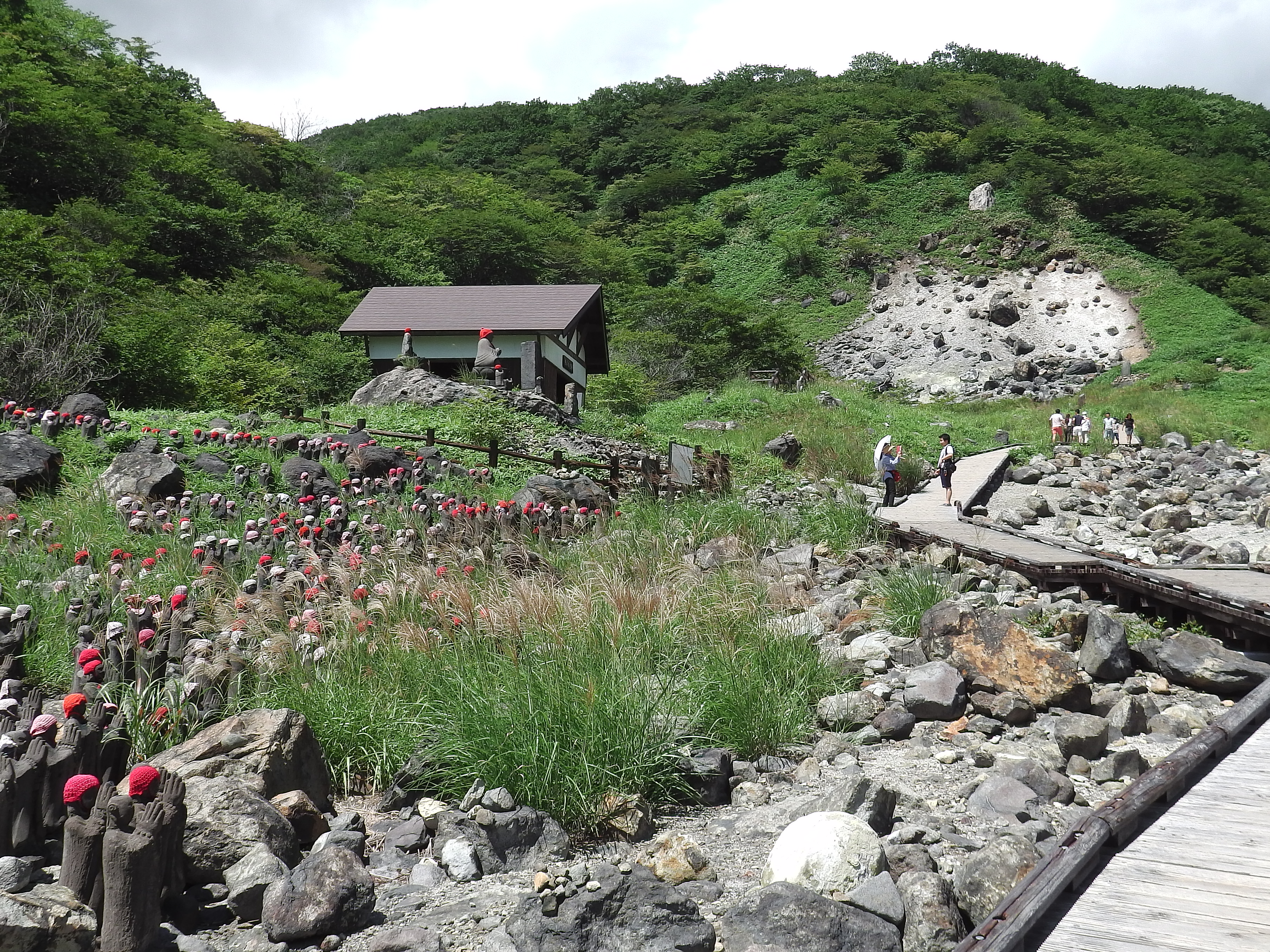
千體地藏
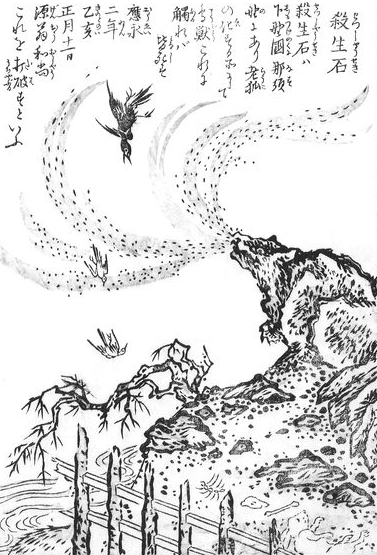
鳥山石燕『今昔百鬼拾遺』
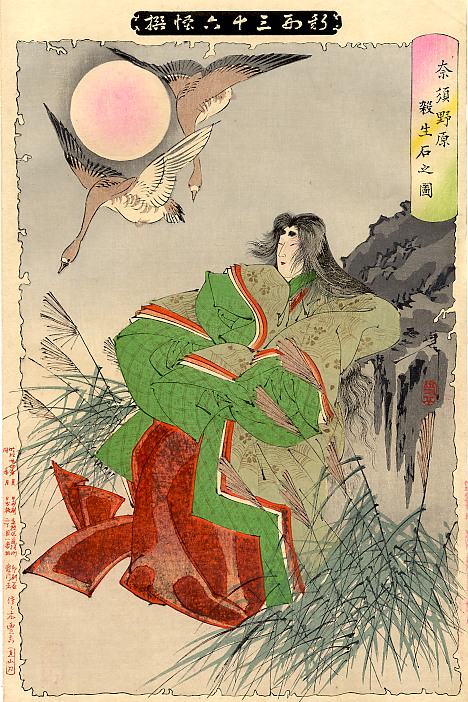
『那須野原殺生石之圖』（月岡芳年『新形三十六怪撰』）

## 相關作品
- 食靈：封印著九尾妖狐靈魂的結晶，埋在人體內會釋放無限的妖力，變成惡靈。
- 潮與虎：九條尾巴的大妖怪白面者，尾巴能變化為眷屬的妖怪，並以人類的恐懼化成力量，最終決戰的敵人。